# 七園未梨
七園未梨（ななぞの みり、1982年2月23日 - ）は東京都出身の元グラビアアイドル。

## 来歴
- 主にグラビアやキャンペーンガールとして活動、テレビ出演もこなす。ブログを開設しネットアイドルとしても活動している。
- 2003年からは、オンラインゲーム「ラグナロクオンライン」のイメージガール“ラグナロ娘”を務めている。
- お菓子系時代に大久保恵、川島京子、白沢未緒の名前でも活動歴あり。

## 出演

### 映画
- 自殺サークル（2002年3月、園子温監督）女子高生役

### テレビ
- 地球防衛放送パンドラ（フジテレビ721、1998年 - 1999年7月）レギュラー
- ザッツスカパー!エンタテインメント（スカイパーフェクTV!、1998年10月 - 1999年7月）レギュラー
- ウォンテッド!!（フジテレビ、1999年）
- スーパージョッキー（日本テレビ、1999年）「熱湯コマーシャル」出演
- ウンナンのホントのトコロ〜GET REAL（TBS、1999年）
- スキヤキ!!ロンドンブーツ大作戦（テレビ東京、1999年）「ヤミスキ」出演
- デジキューブ（スカイパーフェクTV!、2000年11月）
- アートの遺伝子Z（日本テレビ、2001年1月）
- 極楽とんぼのとび蹴りゴッデス（テレビ朝日、2001年）
- ミラクルシェイプ（日本テレビ、2007年4月）

### ビデオ
- 平成女学園高等部 体育篇/水泳篇（1999年4月23日）

### 写真集
- Lyric（三和出版、2001年4月17日）
- デジドルパラダイス（オンライン限定発売、2004年1月）

### イベント
- 「ラグナロクオンライン」ラグナロ娘（2003年 - ）
  - 全国のネットカフェで展開し、キャラクターショー・ゲームショーにも出演。

### 雑誌グラビア
- ヤングマガジン（講談社）
- ヤングジャンプ（集英社）
- Bejean（英知出版）
- クリーム（ワイレア出版）
- ホイップ（コアマガジン）
- アクション・ハイスクール（桃園書房）
- ホリディコミック（大洋図書）
- アクトレス（リイド社）
- Popsy（1999年10月号、マガジンボイス）表紙、中面グラビア、巻末グラビア

ほか

### インターネット
- ラグナロクオンライン（オンラインゲーム、ガンホー、2003年 - ）ラグナロ娘・商人役
- スターチャット.TV（2003年 - ）レギュラー ※チャット出演
- Girls-on.TV（2004年 - ）レギュラー ※チャット出演
- デジパラチャット（2004年 - 2005年）レギュラー ※チャット出演
- アイドル誕生!TV（2005年 - ）※チャット出演
- 七園未梨と涼音じゅんの【もにゅ補完計画】（ポッドキャストラジオ、2007年 - ）